# Blanchard Ryan
Susan Blanchard Ryan (Boston, 12 januari 1967) is een Amerikaans actrice. Zij won in 2005 onder meer een Saturn Award voor haar hoofdrol als Susan Watkins in Open water. Ryan gebruikt haar tweede voornaam Blanchard als artiestennaam omdat er al een Susan Ryan ingeschreven stond bij het Screen Actors Guild.
Ryan debuteerde in 1999 op het witte doek als een niet bij naam genoemde danseres in de komedie Big Helium Dog. Ze speelde sindsdien in onder meer verschillende films waarin het Amerikaanse komediegezelschap Broken Lizard te zien is in de hoofdrollen, zoals Super Troopers en Beerfest. Ryan is getrouwd met Steve Lemme, een van de vijf leden hiervan. Behalve in films had ze eenmalige gastrollen in onder meer de televisieseries Sex and the City en All My Children.
Ryan is een dochter van Ron Ryan, een voormalig voorzitter van ijshockeyteam Philadelphia Flyers.

## Filmografie
*Exclusief televisiefilms
- It's Complicated (2009)
- Cold Calls (2009)
- Under New Management (2009)
- Capers (2008)
- No Exit (2008)
- Pistol Whipped (2008)
- Beerfest (2006)
- Open Water (2003)
- My Sister's Wedding (2001)
- Super Troopers (2001)
- Big Helium Dog (1999)

- Biblioteca Nacional de España: XX5146570
- International Standard Name Identifier: 0000 0000 4056 4127
- Library of Congress Control Number: n2008076067
- Nationale Bibliotheek van Tsjechië: pna2006322540
- Nederlandse Thesaurus van Auteursnamen: 277311543
- Système universitaire de documentation: 185626335
- Virtual International Authority File: 26543004
- WorldCat: E39PBJmTmpvXPpTgk8F3j3k4bd